# تسلستنوو (استان لهستان بزرگ‌تر)
تسلستنوو (به لهستانی:  Celestynów) یک روستا در لهستان است که در گمینا بورک ویلکوپولسکی واقع شده‌است.